# Live at the Fillmore (album de Derek and the Dominos)
Pour les articles homonymes, voir Live at the Fillmore.
Albums de Derek and the Dominos
In Concert
(1973)
Live at the Fillmore est un album live du groupe Derek and the Dominos enregistré fin 1970 et publié en 1994. Il reprend en partie le contenu de l'album In Concert, paru en 1973.

## Titres

### Disque 1
1. Got to Get Better in a Little While (Clapton) – 13:52
2. Why Does Love Got to Be So Sad? (Whitlock, Clapton) – 14:49
3. Key to the Highway (Broonzy, Segar) – 6:25
4. Blues Power (Clapton, Russell) – 10:31
5. Have You Ever Loved a Woman? (Myles) – 8:16
6. Bottle of Red Wine (Bramlett, Clapton) – 5:34

### Disque 2
1. Tell the Truth (Whitlock, Clapton) – 11:28
2. Nobody Knows You When You're Down and Out (Cox) – 5:33
3. Roll It Over (Whitlock, Clapton) – 6:40
4. Presence of the Lord (Clapton) – 6:16
5. Little Wing (Hendrix) – 7:00
6. Let It Rain (Bramlett, Clapton) – 19:46
7. Crossroads (Johnson, arr. Clapton) – 8:29

## Musiciens
- Eric Clapton : guitare, chant
- Carl Radle : basse
- Bobby Whitlock : piano, orgue Hammond, chant
- Jim Gordon : batterie, percussions